# John Mbiti
John Samuel Mbiti, kenijski profesor, filozof, pisatelj, teolog in pan-afrikanist, * 30. november 1931, Mulango, okrožje Kitui, vzhodna Kenija, † 5. oktober 2019, Burgdorf, Švica.  
John Samuel Mbiti je v Keniji rojeni filozof, ki se je predvsem ukvarjal z Afriško teologijo in je bil eden prvih, ki jo je približal religijam Zahodnega sveta. Sam je bil krščanske veroizpovedi in tudi posvečen v Anglikanskega duhovnika ter velja za »očeta sodobne afriške teologije«

## Zgodnje življenje
John S. Mbiti je bil rojen 30. novembra 1931 v Mulangu, v okrožju Kitui v vzhodni Keniji. Oče Samuel Mutuvi Ngaangi in mati Valesi Mbandi Kiimba sta bila kmeta. V družini s šestimi otroki je bil vzgojen v močnem krščanskem duhu. Prav njegova krščanska vzgoja mu je omogočila nadaljevanje izobraževalne poti pri Kenijski Cerkvi. Obiskoval je srednjo šolo v Nairobiju, ter leta 1953 maturiral na University of Makerere v Ugandi. Nato je šolanje nadaljeval v Ameriki, kjer je dokončal dodiplomski študij iz umetnosti (1956) ter dodiplomski študij iz teologije (1957) na Barrington College na Rhode Islandu. Naziv doktorja teologije si je prislužil na Univerzi v Cambridgeu leta 1963.  

## Kasnejše življenje in smrt
Kmalu po zaključku šolanja je bil posvečen v duhovnika pri angleški Anglikanski cerkvi. V Angliji je opravljal duhovniški poklic dokler se ni 1964 vrnil na univerzo Makerere, kjer je do leta 1974 poučeval tradicionalne afriške vere. Zatem je postal ravnatelj ekumenskega inštituta pri Svetovnem Svetu Cerkva (World Council of Churches - WCC), ki leži v bližini Ženeve v Švici, kjer je v Burgdorfu 16 let opravljal poklic župnika. Od 2005 do svoje smrti leta 2019 je bil Mbiti zaslužni profesor Bernske univerze in upokojeni župnik. Bil je poročen z Vereno Mbiti-Siegenthaler s katero je imel štiri otroke. V Burgdorfu je 5. oktobra 2019 Mbiti tudi umrl. 

## Dognanja v knjigi African traditional religion
Mbiti v svoji najbolj znani knjigi raziskuje izvor afriških verstev. Posebno pozornost posveti lgbo religiji, ki so jo ljudje prejeli ustno od svoje oblasti. Zato se je, po tradiciji, naprej prenašala samo ustno skozi generacije. Vera se vrti okoli ontološkega fenomena, ki spodbuja svoje privržence, da se sprašujejo o njihovem nastanku in obstoju. Njihovo religiozno življenje je globoko povezano z njihovimi predniki in potomci. Religija pa je posebna saj je ljudje ne širijo naprej, ampak se prenaša zgolj na potomce. Mbiti je tudi odkril, da lgbo religija verjame, da ko človek umre njegova duša tava, dokler ne dobi pravega pogreba.   
Ko je na območje Afrike prišlo krščanstvo, se lgbo ljudje niso želeli pokristjaniti in prišlo je do trenj med lgbo verniki in kristjani. 
Eden njegovih najbolj slavnih rekov iz African Religions and Philosophy je:  "Wherever the African is, there is religion” oziroma “Kjer je afriško, tam je religija”.

## Dela
- Akamba Stories. Oxford Library of African Literature. Oxford University Press (December 1966).ISBN0-19-815120-9 Zgodbe ljudi iz afriškega ljudstva Kemba.
- Poems of Nature and Faith. Poets of Africa. East African Publishing House (1969). Zbirka pesmi afriških pisateljev.
- African Religions and Philosophy.African Writers Series. Heinemann [1969] (1990).ISBN0-435-89591-5 Sistematični pogled v prepričanje, da so afriška tradicionalna verstva zakoreninjena v proti-krščanskim prepričanjem.
- Concepts of God in Africa. London:SPCK(April 1970).ISBN0-281-02347-6 Vsebuje sistematično študijo s praktično vsemi informacijami, ki jih je avtor lahko našel o afriškemu odrazu do Boga.

- New Testament Eschatology in an African Background. Oxford Love and Marriage in Africa. London: Longman (1973). Knjiga je študija Eshatologíje Nove zaveze v afriškem ozadju.
- Love and Marriage in Africa. London: Longman (1973)
- Introduction to African Religion.African Writers Series. Heinemann [1975] (1991).ISBN0-435-94002-3 Knjiga prikazuje kako so se afriška mišljena o veri in etiki prenašala v naslednje rodove.

- The Prayers of African Religion. London:SPCK(October 1975).ISBN0-281-02871-0 Podroben pogled v afriško-ameriške krščanske meditacijske rituale in molitve.

- Bible and Theology in African Christianity. Oxford University Press (April 1987).ISBN0-19-572593-X
- African Proverbs. Pretoria:UNISAPress (1997).

- The Kikamba Bible - Utianiyo Mweu Wa Mwiyai Yesu Kilisto (the New Testament of the Lord Jesus Christ), (December 2014) Kenya Literature Bureau.